# Serra del Cadí
De Serra del Cadí is een bergketen in het noorden van Catalonië en maakt deel uit van de Prepyreneeën. Met 2648 meter is de hoogste top de Vulturó.
Het Cadí-Moixeró Natuur Park is in 1983 opgericht om de Serra del Cadí en omgeving te beschermen.